# Cadones
Cadones (llamada oficialmente Santiago de Cadós) es una parroquia y un lugar español del municipio de Bande, en la provincia de Orense, Galicia.

## Toponimia
La parroquia también es conocida por el nombre de Santiago de Cadones.

## Organización territorial
La parroquia está formada por ocho entidades de población:

### Entidades de población
Entidades de población que forman parte de la parroquia:
- A Granxa
- Cadós
- Cima de Vila
- O Souto
- Pazos
- Ponte Cadós
- Rubiás

### Despoblado
Despoblado que forma parte de la parroquia:
- Pumares

## Demografía

### Parroquia
| Gráfica de evolución demográfica de Cadones (parroquia) entre 2000 y 2021 |
|                                                                           |
| Datos según el nomenclátor publicado por el INE.                          |

### Lugar
| Gráfica de evolución demográfica de Cadós (lugar) entre 2000 y 2021 |
|                                                                     |
| Datos según el nomenclátor publicado por el INE.                    |